# Condado de Hardin (Ohio)
El condado de Hardin es uno de los 88 condados del Estado estadounidense de Ohio. La sede del condado es Kenton, y su mayor ciudad es Kenton. El condado posee un área de 1.219 km² (los cuales 1 km² están cubiertos por agua), la población de 31.945 habitantes, y la densidad de población es de 26 hab/km² (según censo nacional de 2000). Este condado fue fundado en 1820.